# Cas9

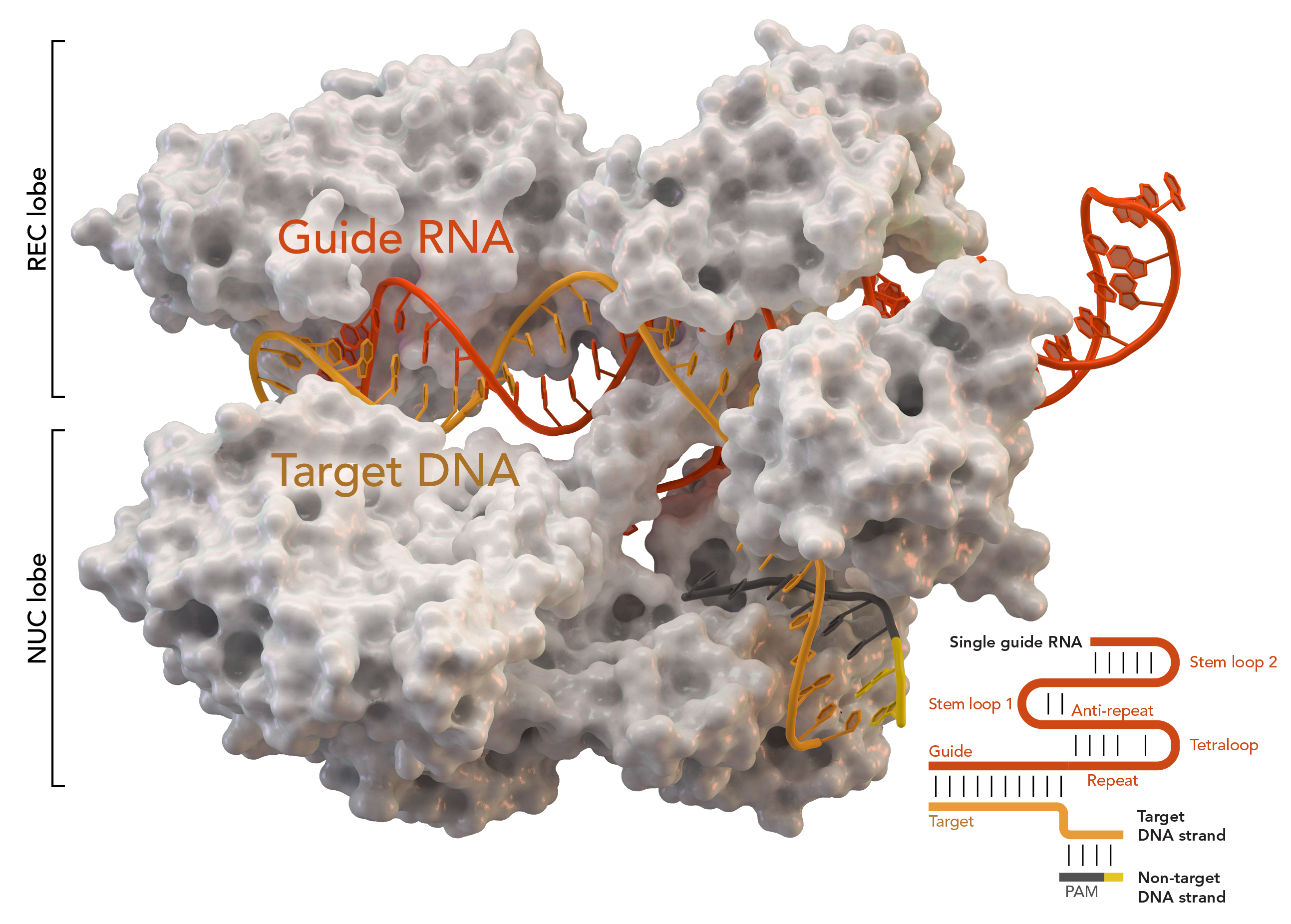
Кристаллическая структура S. aureus Cas9 в комплексе с сгРНК и её целевой ДНК в разрешении 2.6 A˚. (Nishimasu, et al. 2015)

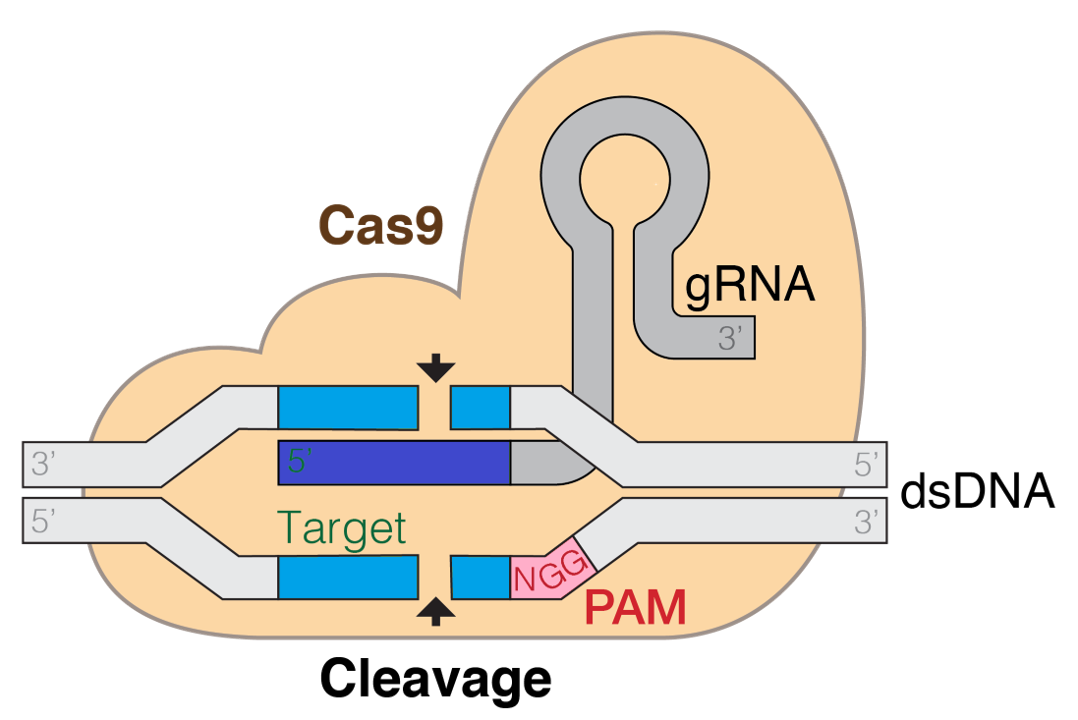
CRISPR/Cas9. Фиолетовым выделен участок гидовой РНК (gRNA) узнающий комплементарный участок-мишень на ДНК (выделен синим). PAM (выделен красным).

Cas9 (англ. CRISPR associated protein 9, CRISPR-ассоциированный белок) — это управляемая при помощи РНК-гидов эндонуклеаза, связанная с адаптивной иммунной системой CRISPR (англ. Clustered Regularly Interspaced Palindromic Repeats) у ряда бактерий, в частности Streptococcus pyogenes. S. pyogenes использует Cas9 для запоминания, последующей проверки и разрезания чужеродной ДНК, например, ДНК бактериофагов или плазмид.
Cas9 выполняет проверку посредством раскручивания инородной ДНК и определения её комплементарности с двадцатью спаренными основаниями спейсера управляющей РНК. Если субстрат комплементарен управляющей РНК, Cas9 расщепляет чужую ДНК. В этом смысле механизм CRISPR-Cas9 имеет ряд параллелей с механизмом РНК-интерференции (RNAi) у эукариот. Безопасность практического применения данного метода определяется в том числе и тем фактом, является ли искомая последовательность двадцати спаренных оснований уникальной в модифицируемой ДНК.

## Использование Cas9 в генной инженерии
Кроме изначальной функции в бактериальном иммунитете, белок Cas9 активно используют для создания точечных разрывов в двойной спирали ДНК, такие разрывы могут приводить к инактивации генов или созданию гетерологичных генов посредством соединения негомологичных концов и соответствующей гомологичной рекомбинации. Вместе с белками ZFN и TALEN, Cas9 становится значимым инструментом редактирования генома.
Одним из первых продемонстрировал программируемое расщепление ДНК белком Cas9 литовский биохимик Виргиниюс Шикшнис, но его статья не была принята на рассмотрение журналом Cell Reports 18 апреля 2012 года. Месяц спустя он отправил её в PNAS где на рассмотрение и публикацию ушло несколько месяцев. Тем временем американский биохимик Дженнифер Даудна и французский микробиолог Эмманюэль Шарпантье опубликовали свою статью в рецензируемый научный журнал Science, где она была рассмотрена и принята в течение двух недель.
За создание новых технологий, позволяющих проводить с помощью CRISPR-Cas9 редактирование генома Эмманюэль Шарпантье и Дженнифер Даудна получили Нобелевскую премию по химии 2020 года.
Вызывает удивление тот факт, что из-за патентных ограничений технология редактирования с помощью Cas9 доступна не ученым всего мира, а только владельцам патента, что является препятствием прогрессу науки, разработке лекарств для людей, живущих с серьёзными заболеваниями.
К 2012 году Cas9 приобрёл популярность, потому что он позволяет расщеплять практически любую нуклеотидную последовательность, комплементарную управляющей РНК. Поскольку избирательность Cas9 является следствием комплементарности управляющей РНК и ДНК, а не модификации самого белка (в отличие от случаев TALEN и ZFN), для новых ДНК-мишеней возможна выработка специфических Cas9. Варианты Cas9, которые связывают ДНК, но не расщепляют её (dCas9), могут быть использованы для доставки транскрипционных активаторов или репрессоров к специфичным последовательностям ДНК с целью регулирования транскрипционной активации и репрессии. Хотя природный Cas9 требует составления управляющей РНК из двух в корне различных РНК — CRISPR-РНК (crRNA), и транс-активационную РНК (tracrRNA), нацеливание Cas9 было упрощено при помощи выработки единой химерной управляющей РНК. Предполагается, что Cas9 можно будет использовать для изменения генома целых популяций организмов. В 2015 году посредством Cas9 впервые был модифицирован геном человеческого эмбриона. Разработана технология иммуногеномной инженерии гибридом, позволяющая быстро перепрограммировать специфичность их антител с помощью Cas9.
Создана технология, которая позволяет редактировать отдельные «буквы» ДНК и РНК, не разрезая цепь ДНК, а путём преобразования одного нуклеотидного основания в другое, что позволит лечить врожденные заболевания, вызванные точечными мутациями.
Используя  цитидин-деаминазы или же аденозин-деаминазы соединённые с dCas9 можно выключить экспрессию (путём введения преждевременных стоп-кодонов) или поменять сплайсинг необходимые для синтеза тех или иных белков
Создана технология MAGESTIC (multiplexed accurate genome editing with short, trackable, integrated cellular barcodes), которая не только расщепляет ДНК, но ещё и доставляет к месту разрыва кусок ДНК необходимый для точной замены (с помощью гибридного связывающего ДНК белка LexA-Fkh1p), что повышает точность и эффективность редактирования. Ещё одним инструментом для целевой вставки ДНК может стать CRISPR-ассоциированная транспозаза CAST (CRISPR-associated transposase) цианобактерии Scytonema hofmanni. ShCAST катализирует РНК-управляемую транспозицию ДНК путем однонаправленной вставки ниже протоспейсера сегментов ДНК размером в 60-66 пар нуклеотидов .

## Использование dCas9
Соединив инактивированную молекулу dCas9, которая связывает ДНК, но не расщепляет её, с нуклеазой FokI, удаётся получить нуклеазы и рестриктазы для высокоселективного разрезания ДНК. Разработан также способ избирательного эпигенетического перепрограммирования активности генов с помощью инактивированной молекулы dCas9, соединённой с ферментом, осуществляющим деметилирование ДНК. Причём такое перепрограммирование эпигенома можно проводить даже in vivo. Позднее выяснилось, что если укоротить управляющую РНК до 14-15 нуклеотидов, то молекула Cas9 теряет способность разрезать ДНК. Используя это свойство удалось создать систему для избирательной активации определённых генов in vivo и проверить её эффективность путём лечения мышей со смоделированными заболеваниями. У этого метода есть только одна проблема: обычно система CRISPR загружается в безвредный вирус, называемый аденоассоциированным вирусом (AAV), который переносит систему в клетку. Но весь белок, состоящий из dCas9 и направляющей РНК, слишком велик, чтобы поместиться в один AAV. Чтобы обойти эту проблему, исследователи загрузили dCas9 в один вирус, а управляющую РНК — в другой. Созданы трансгенные линии мышей для направленной регуляции генов in vivo путем редактирования эпигенома  с помощью систем dCas9p300 и dCas9KRAB. Эти линии мышей являются удобными инструментами для манипулирования экспрессией генов in vivo с помощью различных направляющих РНК.

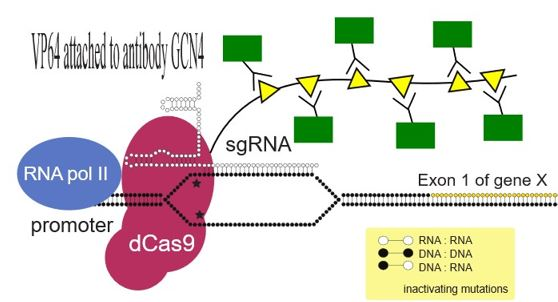
Использование системы Suntag позволяет нескольким антителам, слитым с активатором транскрипции VP64, связываться с dCas9-Suntag. Это, в свою очередь, задействует РНК-полимеразу и увеличивает экспрессию генов. смотри также рис 1 в ссылке

Повысить эффективность молекулы dCas9 позволяет повторяющийся полипептидный массив из повторяющихся антигенов, называемый SunTag, который может привлекать несколько копий антител, связанных с ферментом, осуществляющим эпигенетическое редактирование, или же с носителем флуоресцентной метки.
Ещё одно применение dCas9 это программируемая модификация аминокислот в белках хроматина. Например искусственная гистон-протеинкиназа dCas9-dMSK1 позволяет осуществить гиперфосфорилирование серина 28 в гистоне H3 (H3S28ph), играющего  роль "пусковой кнопки" в избирательной активации промоторов, и таким образом,  повысить экспрессию выбранных генов.

## Новые способы доставки Cas9 в клетку
Основными требованиями к системе доставки Cas9 помимо высокой эффективности доставки является:
(1) конструкция синтезирующая Cas9 не должна встраиваться в геном клетки и не должна быть в клетке постоянно чтобы не мешать работе клетки и не спровоцировать иммунных реакций;
(2) средство доставки должно быть способно вместить достаточно большие по размерам фермент Cas9 или кодирующую его мРНК, а также одну или несколько направляющих РНК;
(3) оно должно быть удобно для использования в виде инъекций;
(4) такое средство вместе с Cas9 и направляющими РНК должно быть достаточно легко воспроизводимым для крупномасштабного производства лекарственного препарата для борьбы с распространенными болезнями.
Таким критериям в отличие от вирусных систем доставки, отвечают липидные наночастицы. Так, например, была создана биодеградируемая система доставки Cas9 липидной наночастицей, которая позволила после однократного введения достичь in vivo более 97 % ингибирования уровня одного из белков сыворотки крови. При этом такое однократное введение, несмотря на временный характер системы доставки и компонентов системы редактирования, приводило к долговременному ингибированию продолжавшемуся в течение 12 месяцев. Для доставки используют также внеклеточные везикулы
Тем не менее продолжается разработка вирусных частиц для доставки Cas9 и sgРНК. Одной из таких разработок является NanoMEDIC (nanomembrane-derived extracellular vesicles for the delivery of macromolecular cargo) NanoMEDIC эффективно индуцировал редактирование генома в различных типах клеток человека, таких как Т-клетки, моноциты, ИПСК, корковые нейроны, полученные из ИПСК, и миогенные клетки.
Поскольку существующие методы введения систем CRISPR-Cas в клетки с использованием вирусов-носителей и электрических импульсов, недостаточно эффективны для клеток, взятых непосредственно у пациентов (так называемых первичных клеток), предложено использовать комбинацию двух модифицированных пептидов, (одного из вируса ВИЧ и одного из вируса гриппа) облегчающую проникновение молекул CRISPR-Cas9 и Cas12a через внешнюю мембрану первичных клеток и в ядра, где находится большая часть клеточной ДНК. Это позволило сократить время инкубации и повысило эффективность редактирования генов до 98%. Метод назван PAGE (Peptide-Assisted Genome Editing).
Легче переносить в клетки для редактирования генома более компактные белки Cas, поскольку они могут быть упакованы в небольшие по объёму средства доставки, такие как дезактивированный аденоассоциированный вирус (AAV).  В качестве таких компактных белков можно использовать варианты Cas, обнаруженные в бактериофагах, например CRISPR-CasΦ, который вдвое меньше по молекулярной массе по сравнению с Cas9  или генноинженерный CasMINI, который несмотря на малые размеры, на клетках млекопитающих оказался столь же эффективен как и обычный 
Cas, и при этом лучше проникает в клетки

## Модификация Cas9
Модификация Cas9 путем её слияния с хроматин-модулирующими пептидами, полученными из белков группы высокой подвижности HMGN1 и HMGB1, гистона H1 и комплексов ремоделирования хроматина, повышает её активность в несколько раз, особенно в отношении рефрактерных для неё участков хроматина. Эта стратегия слияния, называемая CRISPR-хром (англ. CRISPR-chrom), может быть использована для улучшения эффективности работы нуклеаз Cas9 при модификации генома.

Комплекс pegРНК с гибридным белком nCas9 (H840A) – обратная транскриптаза (RT), редактирующая с праймером

Механика праймер опосредованного редактирования с Cas9 по Anzalone et al. (2019) в модификации Geurts et al. (2021)

### CRISPR/Cas9 редактирование с праймером
dCas9-RT редактирование с праймером — в этом методе используется нуклеаза Cas9 (модифицированная в никазу, так что она может создавать разрыв только в одной цепи ДНК) соединённая с обратной транскриптазой (RT) и вместо обычной направляющей РНК используется так называемая pegРНК (prime editing guid RNA — с праймером редактирующая гид РНК). Этот метод, по мнению авторов, является более точным и универсальным, чем все разработанные до сих пор альтернативы CRISPR .

### Модульная платформа SSSavi на основе dCas9 для комбинаторного редактирования эпигенома
Cистема SSSavi представляет собой сменную и реконфигурируемую стыковочную платформу, объединённую с dCas9, что позволяет одновременно задействовать до четырёх различных эффекторов, обеспечивая точный контроль состава эффекторов и их пространственного порядка. Пространственное предетерминированное упорядочение используемых эффекторов позволит более точно осуществлять регуляцию транскрипции.

## Использование dCas9 для визуализации геномных последовательностей in situ
Исследователи разработали новый метод молекулярной визуализации с помощью  РНК-направляемой эндонуклеазы  CRISPR/dCas9 связанной с меткой. Технология позволила  метить выбранные  геномные последовательности в ядрах и хромосомах in situ. Метод назван RGEN-ISL. В отличие от классической флуоресцентной гибридизации in situ, RGEN-ISL не требует денатурации ДНК и, следовательно, обеспечивает лучшую сохранность структуры хроматина.
Аналогичную функцию выполняет генетический инструмент, названный CRISPR-HOT (CRISPR–Cas9-mediated homology-independent organoid transgenesis), для цветной маркировки определённых генов в органоидах человека.

## CARTRIDGE
CARTRIDGE (Cas-Responsive Translational Regulation Integratable into Diverse Gene control) технология использует белки Cas в качестве репрессоров и активаторов трансляции в клетках млекопитающих.

## Эндонуклеазы, аналогичные Cas9

### Cas12a
В отличие от Cas9 которая разрезает обе нити молекулы ДНК в одном и том же месте, оставляя тупые концы, Cas12a оставляет одну нить длиннее другой, создавая липкие концы длиной 4-5 нуклеотидов, что повышает эффективность генетических вставок и их специфичность.

### Fanzor
Fanzor это программируемая РНК-управляемая эндонуклеаза эукариот — организмов, включающих грибы, растения и животных.
В отличие от белков CRISPR, ферменты эндонуклеазы Fanzor кодируются в эукариотическом геноме в составе мобильных элементов..